# Glucose-1,6-bisphosphate synthase
La glucose-1,6-bisphosphate synthase est une phosphotransférase qui catalyse la réaction :
3-phospho-D-glycérol phosphate + α-D-glucose-1-phosphate  {\displaystyle \rightleftharpoons }  3-phospho-D-glycérate + α-D-glucose-1,6-bisphosphate.
Cette enzyme intervient dans le métabolisme du saccharose et de l'amidon. Elle requiert un cation métallique bivalent comme cofacteur, tel que Zn2+, Mg2+, Mn2+, Ca2+, Ni2+, Cu2+, voire Cd2+. Le glucose-1,6-bisphosphate produit par cette réaction est lui-même un cofacteur de la phosphoglucomutase.